# Det ringer nu till julefest
Det ringer nu till julefest är en psalm med text skriven 1817 av Nikolaj Frederik Severin Grundtvig och musik skriven av Carl Christian Nicolaj Balle. Tredje versen är hämtad ur Johannesevangeliet 1:5 och Fjärde Moseboken 24:17. 1961 översattes texten till svenska av Oscar Lövgren. I Herren Lever 1977 är koralsatsen skriven av Gösta Ohlin.

## Publicerad i
- Herren Lever 1977 som nummer 856 under rubriken "Kyrkans år - Jul".[1]